# نرجوس ضيق الأوراق
نُرجوس ضيق الأوراق أو نجمة الفارس ضيقة الأوراق (الاسم العلمي: Hippeastrum angustifolium)، نبات معمر بصلي الشكل من فصيلة النرجسية، موطنه الأصلي منطقة من جنوب شرق البرازيل إلى باراغواي وشمال شرق الأرجنتين.

## التصنيف
وصفهُ فرديناند ألبين باكس في عام 1890

## ثبت المراجع
- Pax, Ferdinand Albin. "Beiträge zur Kenntnis der Amaryllidaceae". In Engler (1890), pp. 318–337. Harvc error: no target: CITEREFEngler1890 (help)
- Engler، Adolf، المحرر (1890). Botanische Jahrbücher für Systematik, Pflanzengeschichte und Pflanzengeographie. Leipzig: Engelmann. ج. 11. مؤرشف من الأصل في 2024-12-19.
- THE INTERNATIONAL PLANT NAMES INDEX H. angustifolium.
- GBIF: Hippeastrum angustifolium